# Men, Women & Children
Men, Women & Children is een Amerikaanse mozaïekfilm uit 2014 onder regie van Jason Reitman. De komedie-dramafilm is gebaseerd op het gelijknamig boek van Chad Kultgen en werd vanwege een teleurstellende opbrengst in de Verenigde Staten, in Nederland direct op dvd uitgebracht.

## Verhaal
Don en Helen Truby zijn ongelukkig met elkaar getrouwd. Ze delen een zoon, Chris, die de quarterback is in het footballteam van zijn middelbare school en verslaafd is aan online pornografie. Via de computer van zijn zoon maakt ook Don kennis met deze pornografie en stuit hij op een escortwebsite. Terwijl hij een escort inhuurt, gaat Helen op zoek naar anonieme seks via een datingwebsite die buitenechtelijke relaties promoot. Op een gegeven moment ontdekt Don haar profiel en volgt haar naar een date. Hij gaat de confrontatie echter uit de weg en doet de volgende dag alsof er nooit iets is gebeurd. 
Tiener Hannah wil dolgraag actrice worden en wordt hierin aangemoedigd door haar alleenstaande moeder Joan. Joan heeft zelf een website aangemaakt voor haar dochter waarop ze met uitdagende en onthullende foto's voldoet aan verzoeken van pedofielen, die Hannah identificeert als fans. Met haar seksuele allure ergert ze haar klasgenoten, onder wie Allison. Allison heeft een eetprobleem en is smoorverliefd op de populairste jongen van school, Brandon. Brandon heeft weinig interesse in Allison, maar gaat wel met haar naar bed. Allison raakt zonder het te weten zwanger, maar krijgt niet veel later een abortus veroorzaakt door ondervoeding. 
Als er audities voor een realityserie worden gehouden in het winkelcentrum, doet Hannah welwillend auditie. Ze wordt echter afgewezen omwille van haar website en de reputatie ervan. Joan realiseert zich dat ze haar dochter niet op deze manier had mogen laten poseren voor de camera en zoekt heil bij Kent, wiens vrouw hem en zijn tienerzoon Tim in de steek heeft gelaten voor een andere man.
Tim is de sterspeler van het footballteam, maar belandt nadat zijn moeder hem en zijn vader verlaat in een existentiële crisis. Hij stopt met football spelen en besteedt al zijn tijd aan de MMO Guild Wars. Hij raakt gefascineerd door Carl Sagan en diens filosofie over de Pale Blue Dot. Hij krijgt vanwege het delen van Sagans visie over de onbeduidendheid van de mens in het heelal antidepressiva voorgeschreven. Kent hoopt de depressie van zijn zoon te helpen bestrijden door zijn account bij het online spel te deactiveren en hem te dwingen terug te keren in het footballteam.
Ondertussen wordt Tim verliefd op Brandy, die door haar beschermende moeder Patricia nauwlettend in de gaten wordt gehouden. Patricia gunt Brandy geen enkele privacy en controleert al haar telefoon- en sociale mediaberichten. Brandy heeft daarom een geheim account op Tumblr, dat ze deelt met Tim. Patricia stuit uiteindelijk op dit profiel en ontneemt Brandy al haar telefoon- en computerprivileges. Patricia doet zich via de telefoon voor als Brandy en verbreekt de relatie met Tim, wat leidt tot een zelfmoordpoging. Brandy sluipt het huis uit en haast zich naar Tims huis, waar ze hem buiten bewustzijn aantreft na een overdosis medicijnen. Patricia, die ondertussen heeft ontdekt dat Brandy is weggelopen van huis, treft Brandy aan in het ziekenhuis in de armen van Tim. Ze realiseert zich op dat moment dat haar acties bijna hebben geleid tot Tims overlijden.

## Rolverdeling
- Emma Thompson als Vertelster
- Adam Sandler als Don Truby
- Jennifer Garner als Patricia Beltmeyer
- Rosemarie DeWitt als Helen Truby
- Judy Greer als Donna Clint
- Dean Norris als Kent Mooney
- Timothée Chalamet als Danny Vance
- Olivia Crocicchia als Hannah Clint
- Kaitlyn Dever als Brandy Beltmeyer
- Ansel Elgort als Tim Mooney
- Katherine C. Hughes als Brooke Benton
- Elena Kampouris als Allison Doss
- Will Peltz als Brandon Lender
- Travis Tope als Chris Truby
- David Denman als Jim Vance